# Cox Orange
Cox Orange (engelsk: 'Cox’s Orange Pippin') er en meget populær æblesort med fast, gult og sødligt frugtkød med en karakteristisk, kraftig aroma.
Cox Orange blev udviklet i 1825 af den pensionerede brygger Richard Cox fra Colbrook Lawn i England. Sorten bredtes i Danmark i slutningen af 1800-tallet. I det 20.århundrede var det og Gråsten-æble og Belle de Boskoop markedsførende. I England er sorten lige så kendt som i Danmark, men under navnet Cox Orange Pippin. Desværre er sorten sårbar over for skurv, som forringer salgs- og holdbarhedsværdien. Der findes mange forsøg på at udvikle sorter med Cox Oranges smag kombineret med større dyrkningseffektivitet, og ofte sælges efterligninger under navnet Cox.

## Eksterne kilder
1. ↑  Per Kølster: Æbler, Politikens Forlag, 2004, ISBN 87-567-7112-6.

| Botanik | Spire Denne botanikartikel er en spire som bør udbygges. Du er velkommen til at hjælpe Wikipedia ved at udvide den. |